# Natri stibogluconat
Natri stibogluconat, được bán dưới tên thương hiệu Pentostam trong số những người khác, là một loại thuốc dùng để điều trị bệnh leishmania. Điều này bao gồm bệnh leishmania của các loại da, nội tạng và niêm mạc. Tuy nhiên, một số sự kết hợp của miltefosine, paramycin và liposomal amphotericin B có thể được khuyến nghị do các vấn đề với kháng thuốc. Nó được đưa ra bằng cách tiêm.
Tác dụng phụ là phổ biến và bao gồm mất cảm giác ngon miệng, buồn nôn, đau cơ, đau đầu và cảm thấy mệt mỏi. Tác dụng phụ nghiêm trọng có thể bao gồm nhịp tim không đều hoặc viêm tụy.  Natri stibogluconat ít an toàn hơn so với một số lựa chọn khác trong thai kỳ.  Nó không được tin là dẫn đến bất kỳ vấn đề nếu sử dụng trong thời gian cho con bú. Natri stibogluconat nằm trong nhóm thuốc chống dị ứng pentavalent.
Natri stibogluconat đã được nghiên cứu vào đầu năm 1937 và đã được sử dụng trong y tế từ những năm 1940. Nó nằm trong Danh sách các loại thuốc thiết yếu của Tổ chức Y tế Thế giới, loại thuốc hiệu quả và an toàn nhất cần có trong hệ thống y tế. Giá bán buôn ở các nước đang phát triển là 9,66 USD mỗi lọ. Điều này mang lại chi phí cho một đợt điều trị trong khoảng từ 12 đến 56 USD. Ở Hoa Kỳ, nó có sẵn từ Trung tâm Kiểm soát Bệnh tật.

## Tác dụng phụ
Natri stibogluconat cực kỳ độc hại đối với tĩnh mạch. Một trong những vấn đề thực tế là sau một vài liều thuốc, việc tìm ra tĩnh mạch để tiêm thuốc trở nên cực kỳ khó khăn. Việc chèn PICC không ngăn chặn được vấn đề và thay vào đó có thể làm trầm trọng thêm: toàn bộ tĩnh mạch dọc theo dòng PICC có thể bị viêm và thuyên tắc. Liều lớn natri stibogluconat thường được dùng dưới dạng dung dịch loãng.
Viêm tụy là một tác dụng phổ biến của thuốc, và phải theo dõi huyết thanh amylase hoặc lipase hai lần mỗi tuần; không cần phải ngừng điều trị nếu amylase vẫn thấp hơn bốn lần giới hạn trên của bình thường; nếu amylase tăng lên trên ngưỡng giới hạn, thì việc điều trị nên được gián đoạn cho đến khi amylase giảm xuống dưới hai lần giới hạn trên của bình thường, điều trị có thể được nối lại. Rối loạn dẫn truyền tim là ít phổ biến hơn, nhưng theo dõi ECG trong khi thuốc được tiêm là điều nên làm và thay đổi nhanh chóng sau khi ngừng thuốc hoặc giảm tốc độ truyền.
Thuốc có thể được tiêm bắp nhưng cực kỳ đau khi dùng theo đường này. Nó cũng có thể được tiêm tĩnh mạch khi điều trị bệnh leishmania dưới da (nghĩa là tiêm trực tiếp vào vùng da bị nhiễm bệnh) và một lần nữa, điều này cực kỳ đau đớn và không cho kết quả vượt trội so với tiêm tĩnh mạch.
Natri stibogluconat cũng có thể làm giảm sự thèm ăn, vị kim loại trong miệng, buồn nôn, nôn, tiêu chảy, nhức đầu, mệt mỏi, đau khớp, đau cơ, chóng mặt và sốc phản vệ.

## Liều dùng
Natri stibogluconat có sẵn ở Vương quốc Anh với tên Pentostam, nơi nó được sản xuất bởi GlaxoSmithKline. Nó có sẵn ở Hoa Kỳ trên cơ sở bệnh nhân được đặt tên từ Trung tâm Kiểm soát và Phòng ngừa Dịch bệnh (CDC).
Khi chế độ điều trị liều điều trị bệnh leishmania đã phát triển, liều antimon hàng ngày và thời gian điều trị đã tăng dần để chống lại sự không đáp ứng với trị liệu. Trong những năm 1980, việc sử dụng 20   mg/kg/ngày (thay vì 10   mg/kg/ngày) antimon được khuyến cáo, nhưng chỉ với liều tối đa hàng ngày là 850   mg. Nghiên cứu gần đây đã đề xuất trên cơ sở dữ liệu hiệu quả và độc tính gần đây rằng nên hạn chế 850 mg này. Bằng chứng cho đến nay, trong nghiên cứu của họ, cho thấy chế độ 20   mg/kg/ngày của antimon pentavalent, không có giới hạn trên về liều hàng ngày, có hiệu quả cao hơn và không độc hơn đáng kể so với chế độ với liều thấp hơn hàng ngày. Chúng tôi khuyên bạn nên điều trị tất cả các dạng của bệnh leishmania với đầy đủ 20   mg/kg/ngày của antimon pentavalent. Điều trị bệnh leishmania dưới da thường kéo dài trong 20 ngày và bệnh leishmania nội tạng và niêm mạc trong 28 ngày.
Liều natri stibogluconat là bằng cách truyền tĩnh mạch chậm (ít nhất năm phút với theo dõi tim). Việc tiêm được dừng lại nếu có ho hoặc đau ngực trung tâm. Chỉ số hóa trị liệu được Leonard Goodwin thiết lập trong Chiến tranh thế giới thứ hai khi việc điều trị được yêu cầu khẩn cấp cho quân đội Đồng minh trong cuộc xâm lược Sicily.
Thời gian điều trị thường là 10 đến 21 ngày và phụ thuộc vào loài Leishmania và loại nhiễm trùng (da hoặc nội tạng).

## Cấu tạo hóa học
Cấu trúc hóa học của natri stibogluconat hơi mơ hồ và cấu trúc hiển thị ở trên là lý tưởng hóa. Các giải pháp của nó có thể chứa nhiều hợp chất antimon, mặc dù tính không đồng nhất này có thể không quan trọng. Người ta đã suy đoán rằng các loài hoạt động chỉ chứa một trung tâm antimon.

## Dược động học
Mặc dù chính antimon là một nguyên nhân gây ngộ độc kim loại nặng, stibogluconate dường như không tích tụ trong cơ thể và được đào thải qua thận.

## Cơ chế hoạt động
Cơ chế của natri stibogluconat chưa được hiểu rõ, nhưng được cho là xuất phát từ sự ức chế tổng hợp đại phân tử thông qua việc giảm ATP và GTP có sẵn, có khả năng thứ phát là ức chế chu trình axit citric và glycolysis. Bermann et al. đã nghiên cứu tác dụng của stibogluconate đối với Leishmania mexicana và chứng minh giảm 56-65% trong việc kết hợp nhãn thành triphosphate purine nucleoside (ATP và GTP) cũng như giữa sự gia tăng 34-60% của nhãn kết hợp với nucleoside monoside (AMP, GMP, ADP và GDP) sau 4 giờ tiếp xúc với stibogluconate.